# جاك بارنز (سياسي)
جاك بارنز (بالإنجليزية: Jack Barnes)‏ هو سياسي أمريكي، ولد في 1940. نشط حزبياً في حزب العمال الاشتراكيين.